# والتر ر. دانفورث
والتر ر. دانفورث هو صحفي وسياسي أمريكي، ولد في 1 أبريل 1787 في بروفيدنس في الولايات المتحدة، وتوفي بنفس المكان في 11 أغسطس 1861. نشط حزبياً في الحزب الديمقراطي.